# Bissell Pro Cycling/2009
Deze pagina geeft een overzicht van de wielerploeg Bissell Pro Cycling in 2009.

## Algemeen
Sponsor: Bissell
Algemeen manager: Glen Mitchell
Ploegleiders: Glen Mitchell, Eric Wohlberg

## Renners
| Naam                | Geboortedatum | Nationaliteit    | Ploeg 2008                     |
| ------------------- | ------------- | ---------------- | ------------------------------ |
| Joao Correia        | 10-02-1975    | Portugal         | Bissell Pro Cycling            |
| Sheldon Deeny       | 14-10-1984    | Verenigde Staten | neoprof                        |
| Tim Farbham         | 24-06-1982    | Verenigde Staten | neoprof                        |
| Graham Howard       | 21-02-1985    | Verenigde Staten | Bissell Pro Cycling            |
| Andy Jacques-Maynes | 22-09-1979    | Verenigde Staten | neoprof                        |
| Ben Jacques-Maynes  | 22-09-1978    | Verenigde Staten | Bissell Pro Cycling            |
| Omer Kem            | 04-10-1982    | Verenigde Staten | Bissell Pro Cycling            |
| Peter Latham        | 08-01-1984    | Nieuw-Zeeland    | neoprof                        |
| Paul Mach           | 15-03-1982    | Verenigde Staten | neoprof                        |
| George Masters      | 02-08-1983    | Nieuw-Zeeland    | neoprof                        |
| Cody O’Reilly       | 24-01-1988    | Verenigde Staten | Successfulliving.com - Parkpre |
| Frank Pipp          | 22-05-1977    | Verenigde Staten | Health Net presented by Maxxis |
| Morgan Schmitt      | 03-01-1985    | Verenigde Staten | Bissell Pro Cycling            |
| Burke Swindlehurst  | 03-10-1973    | Verenigde Staten | Bissell Pro Cycling            |
| Jeremy Vennel       | 30-10-1978    | Nieuw-Zeeland    | Bissell Pro Cycling            |
| Tom Zirbel          | 30-10-1978    | Verenigde Staten | Bissell Pro Cycling            |

2005 · 2006 · 2007 · 2008 · 2009 · 2010 · 2011 · 2012